# Pseudolasius minutissimus
Pseudolasius minutissimus är en myrart som beskrevs av Auguste-Henri Forel 1913. Pseudolasius minutissimus ingår i släktet Pseudolasius och familjen myror. Inga underarter finns listade i Catalogue of Life.